# Beljina (Čačak)
Pour les articles homonymes, voir Beljina.
Beljina (en serbe cyrillique : Бвљина) est une localité de Serbie située sur le territoire de la ville de Čačak, district de Moravica. Au recensement de 2011, elle comptait 1 058 habitants.
Beljina est officiellement classée parmi les villages de Serbie.

## Démographie

### Évolution historique de la population
| 1948 | 1953 | 1961 | 1971 | 1981 | 1991  | 2002  | 2011  |
| ---- | ---- | ---- | ---- | ---- | ----- | ----- | ----- |
| 287  | 366  | 533  | 754  | 950  | 1 075 | 1 117 | 1 058 |

|  |